# Грушевський Олександр Сергійович
Олександр Сергійович Грушевський (*12 серпня 1877, Ставрополь — †імовірно 1942, концтабір ГУЛАГ СРСР у Казахській РСР) —український історик, дослідник історії України, літературознавець, етнограф, археограф, журналіст. Дійсний член НТШ, член Центральної Ради. Син Сергія Грушевського, брат Михайла Грушевського та Ганни Шамрай-Грушевської. Був одружений з Ольгою Парфененко. Жертва сталінського терору.

## Життєпис
Закінчив російську гімназію у Владикавказі та історико-філологічний факультет Київського університету у 1899 році. Учень Володимира Антоновича. Після закінчення перебував у тривалому науковому відрядженні до Австрії та Німеччини. З 1900 року — викладач історії в Імператорському Новоросійському університеті, приват-доцент. У 1906 році почав викладати українською мовою, за що звільнений.
Потім працював у Московському університеті 1909 рік, приват-доцентом Петербурзького університету 1910 рік. 1918—1919  роках — професор Київського університету, після встановлення радянського устрою в України у 1920-х  роках Київського інституту народної освіти.
Дописував до тижневих газет «Село» та «Засів», заснованих Михайлом Грушевським.

## Наукова діяльність

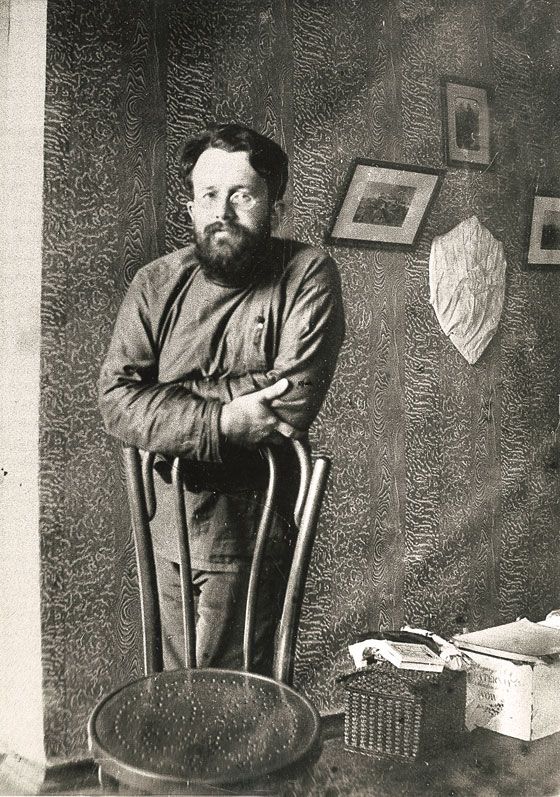
Олександр Грушевський. Початок 1910-х років

Входив до складу Української Центральної Ради. Голова архівно-бібліотечного відділу Міністерства освіти Української Народної Республіки. Після встановлення радянського устрою  — виконувач обов'язків заступника голови історичної секції ВУАН, директор постійної Комісії зі складання історико-географічного словника українських земель, керівник секції соціально-економічної історії Науково-дослідної кафедри історії України при ВУАН, дійсний член Археографічної комісії, редактор «Історико-географічного збірника ВУАН» (вийшло 3 томи).

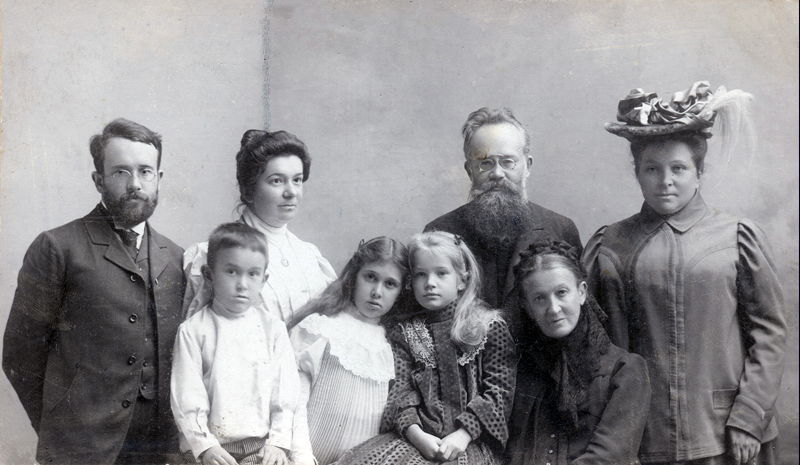
У такому складі родина Грушевських придбала Паньківську, 9. Стоять: Олександр, Ганна, Михайло, Марія. Сидять: Сергій та Ольга Шамраєви, Катерина, Глафіра Захаріївна. Грудень 1906 р.

Автор понад 100 наукових праць з історії, історіографії, етнографії, історії літератури. Серед них монографії: «Пинское полесье» (1901), «Очерки истории Туровского княжества» (1902), «Города Великого княжества Литовского в 14—16 вв.» (1918); численні розвідки з політичної і соціальної історії України XVI—XVIII століть, української історіографії XVIII—XIX століть; серія нарисів про українських письменників XIX—XX століть: «З сучасної української літератури» (в «Літературно-науковому вістнику» та окремо 1909); «Шевченківська література за останні роки» («Україна», 1917, кн. 1—20); ст. «Невільницький цикл Т.Шевченка» («ЛНВ», 1918, кн. 2—3); «Повісті Куліша з середини 1850 р.» («Україна», 1927, кн. 1—2); «Галицька молодь та Куліш в 1860 р.» (Записки істор.-філол. від., 1928, кн. 20) та інші, надруковані в «Университетских известиях» (Київ), «Журнале Министерства народного просвещения» (Санкт-Петербург), «Известиях отделения русского языка и словесности Императорской Академии наук» (С.-Петербург), «Записках Наукового товариства імені Шевченка» (Львів), в «Основе» (Одеса) та інші.
Автор портретів і розвідок, присвячених творчості Тараса Шевченка, Миколи Гоголя, Івана Котляревського, Григорія Квітки-Основ'яненки.
Від 1930 року не видано жодної прижиттєвої роботи.
У розпал Голодомору, 31 липня 1933 звільнений з роботи, згодом заарештований як:

| один з керівних учасників антирадянської української націоналістичної терористичної організації...проводив підривну роботу на ідеологічному фронті |. Винним він себе не визнав і нікого не обмовив. На основі вигаданих свідчень 5 жовтня 1939 Особлива нарада при НКВД СССР засудила його до п'яти років заслання до таборів Казахстану, де він працював рахівником, перебуваючи під наглядом міліції.
Історик Людмила Приходько так оцінює ті події:
| В умовах сталінського тоталітаризму трагічний фінал життя О. Грушевського, як і всієї родини Грушевських був закономірним, а, враховуючи його наукові й політичні погляди, - неминучим. На довгі роки ім'я вченого було вирване з контексту української науки і викреслене з пам'яті поколінь. Наукова спадщина О. Грушевського, його науково-організаційна робота, здобутки в галузі архівної та бібліотечної справи тривалий час не вивчалися, хоча багато ідей вченого не втратили актуальності й сьогодні |.
Помер в одній з сільських лікарень 1942 (за твердженням місцевих жителів). За іншими даними — 1943 у селі Верхньо-Іртишськ (Казахстан). Офіційних даних про його смерть та місце поховання не знайдено, можливо ці дані приховані НКВС.
Не зважаючи на постійну загрозу арешту, дружина вченого — Ольга Грушевська зберегла архів вченого. Під час правління Микити Хрущова та політики «відлиги», передано документи Олександра Грушевського до Центрального державного архіву України.
Олександра Грушевського реабілітовано у вересні 1989 року.

## Окремі роботи
- «По катастрофі 1708 року: Розквартированнє росийських полків на Україні [Архівовано 25 квітня 2015 у Wayback Machine.]» / Записки НТШ. — 1907. — Том 078
- «Глухів і Лебедин (1708—1709)» (1907),
- «Луцьке міщанство» (1908),
- «З життя української старшини XVIII ст.» (1908),
- «З київського ратушного господарства XVI віку» (1909),
- «Гетьманські земельні універсали 1660—1670 років» (1909),
- «Города Великого княжества Литовського» (К.,1918),
- Луцьке міщанство в XVI в. [Архівовано 3 лютого 2015 у Wayback Machine.] // Історико-географічний збірник. — К., 1927. — Т. І
- Гетьманські земельні універсали 1660—1670 років [Архівовано 3 лютого 2015 у Wayback Machine.] // Історико-географічний збірник. — К., 1927. — Т. І
- Питання оборони замків В. Кн. Литовського в XVI в. [Архівовано 31 березня 2014 у Wayback Machine.] // Історико-географічний збірник. — К., 1928. — Т. ІІ
- Міщанські підрахунки в ревізіях XVI в. [Архівовано 31 березня 2014 у Wayback Machine.] // Історико-географічний збірник. — К., 1929. — Т. III
- Суличівка на Чернігівщині XVII—XVIII в. [Архівовано 31 березня 2014 у Wayback Machine.] // Історико-географічний збірник. — К., 1929. — Т. III
- Володимир Левенко: Київ, 1918. // З сучасної української літератури : начерки і характеристики, 1918. — Ч. 1. — Вид. 2-ге : Вид. т-во ”Криниця”. [Архівовано 18 лютого 2022 у Wayback Machine.]